# Ophioconis vivipara
Ophioconis vivipara is een slangster uit de familie Ophiodermatidae.
De wetenschappelijke naam van de soort werd in 1925 gepubliceerd door Theodor Mortensen.